# Королевский орден Сахаметреи
Королевский орден Сахаметреи — государственная награда Королевства Камбоджа.

## История
Королевский орден Сахаметреи был основан королём Нородомом Сиануком 9 сентября 1948 года в трёх классах для награждения в первую очередь иностранцев, которые оказали выдающиеся услуги королю и народу Камбоджи, в частности в области внешних отношений, дипломатических заслуг или в знак дружбы. 23 августа 1956 года была проведена орденская реформа, расширившая орден до пяти классов: 
- Кавалер/Дама Большого креста (кхмер.  មហា សេរី វ ឌ្ឍ ន៍, Maha Sirivudha) – знак ордена на широкой чрезплечной ленте и звезда ордена на левой стороне груди.
- Гранд-офицер (មហា សេនា, Mahasena) – знак ордена на нагрудной ленте с розеткой и звезда ордена на левой стороне груди.
- Командор (ធិ ប ឌិ ន្, Adipati) – знак ордена на шейной ленте.
- Офицер (សេនា，Sena) – знак ордена на нагрудной ленте с розеткой.
- Кавалер (អស្សឫទ្，Askararidhaធិ) – знак ордена на нагрудной ленте.

| Орденские планки |        |          |              |                         |
| Кавалер          | Офицер | Командор | Гранд-офицер | Кавалер Большого креста |

В период правления Камбоджей Красных кхмеров орден Сахаметреи был запрещён. С восстановлением в Камбодже монархии, король Нородом Сианук 5 октября 1995 года своим королевским указом № 1095/01 восстановил орден в прежнем статуте.

## Описание
Знак ордена – золотой четырёхконечный крест, лучи которого формируются отстоящими друг от друга пятью тонкими двугранными лучиками с раздвоенным концом. Крест наложен на венок из двух ветвей зелёной эмали – лавровую и дубовую. В центре круглый медальон зелёной эмали с золотым бортиком. В центре медальона золотое изображение так называемого фана (подноса на пьедестале – характерного атрибут культуры Камбоджи, Лаоса и Таиланда, обычно от 20 до 50 см в диаметре) с лежащим на нём кинжалом на фоне схематичного изображения цветка лотоса. Крест при помощи переходного звена в виде королевской короны Камбоджи крепится к орденской ленте.
Звезда аналогична знаку ордена, за исключением отсутствия лаврово-дубового венка, вместо которого помещены по три укороченных двугранных лучика с раздвоенным концом.
Лента ордена шёлковая муаровая красного цвета с широкими синими полосками по краям, обременённых тонкой жёлтой полоской по центру.
В инсигнии ордена также входят миниатюра и орденская планка.